# Le Shundra Nathan
Le Shundra Nathan (auch: DeDee Nathan; * 20. April 1968 in Birmingham, Alabama) ist eine ehemalige US-amerikanische Siebenkämpferin.
1991 gewann sie Gold bei den Panamerikanischen Spielen in Havanna. 1993 wurde sie Achte beim Fünfkampf der Hallenweltmeisterschaften in Toronto und kam bei den Weltmeisterschaften in Stuttgart auf den 17. Platz. 
1995 wurde sie Achte bei den Weltmeisterschaften in Göteborg und holte Bronze bei den Panamerikanischen Spielen in Mar del Plata, 1997 wurde sie jeweils Siebte beim Fünfkampf der Hallenweltmeisterschaften in Paris und bei den Weltmeisterschaften in Athen.
1999 gelangen ihr Siege beim Fünfkampf der Hallenweltmeisterschaften in Maebashi und beim Mehrkampf-Meeting Götzis. Im Jahr darauf qualifizierte sie sich als Siegerin beim US-Ausscheidungskampf für die Olympischen Spiele in Sydney, nachdem sie 1992 und 1996 als Vierte die Teilnahme knapp verpasst hatte, und belegte dort den neunten Platz. 2001 verteidigte sie ihren US-Titel und wurde Siebte bei den Weltmeisterschaften in Edmonton.

## Persönliche Bestleistungen
- Siebenkampf: 6577 Punkte, 30. Mai 1999, Götzis
- Fünfkampf (Halle): 4753 Punkte, 5. März 1999, Maebashi